# One Liberty Plaza
One Liberty Plaza – wieżowiec w Nowym Jorku, w Stanach Zjednoczonych, o wysokości 226,5 m. Budynek został otwarty w 1974 i posiada 54 kondygnacje.